# (1829) Dawson
(1829) Dawson es un asteroide perteneciente al cinturón de asteroides descubierto por Arnold A. Klemola y Carlos Ulrrico Cesco el 6 de mayo de 1967 desde el observatorio El Leoncito, Argentina.

## Designación y nombre
Dawson se designó inicialmente como 1967 JJ.
Posteriormente fue nombrado en honor del astrónomo estadounidense Bernhard H. Dawson (1890-1960).

## Características orbitales
Dawson está situado a una distancia media de 2,251 ua del Sol, pudiendo acercarse hasta 1,98 ua y alejarse hasta 2,522 ua. Tiene una inclinación orbital de 6,335° y una excentricidad de 0,1204. Emplea 1234 días en completar una órbita alrededor del Sol.